# ブレンダ・ソング
ブレンダ・ソング（Brenda Song, 1988年3月27日 - ）は、アメリカ合衆国の女優、モデル、声優。

## 略歴

### 生い立ち
カリフォルニア州カーマイケル出身。母親がタイ人で父親がミャオ族。父方の祖母は元々ション姓であったが、アメリカ合衆国に移住してきた際にソング姓に改めた。彼女の両親はアジアで生まれ、サクラメントで出会った。彼女の父親は学校教師であり、母親は主婦をしている。ティミーとネイサンという二人の弟がいる。
彼女が6歳の時、女優活動のため、母親とともにロサンゼルスへ移住してきた。残りの家族は2年後にロサンゼルスへ来た。幼いころ、彼女はバレエを習いたかったが、弟達はテコンドーを望んだ。母親にどちらか一つしか認められなかったために、テコンドーを選んだ。そのため彼女は現在、黒帯である。

### 女優として

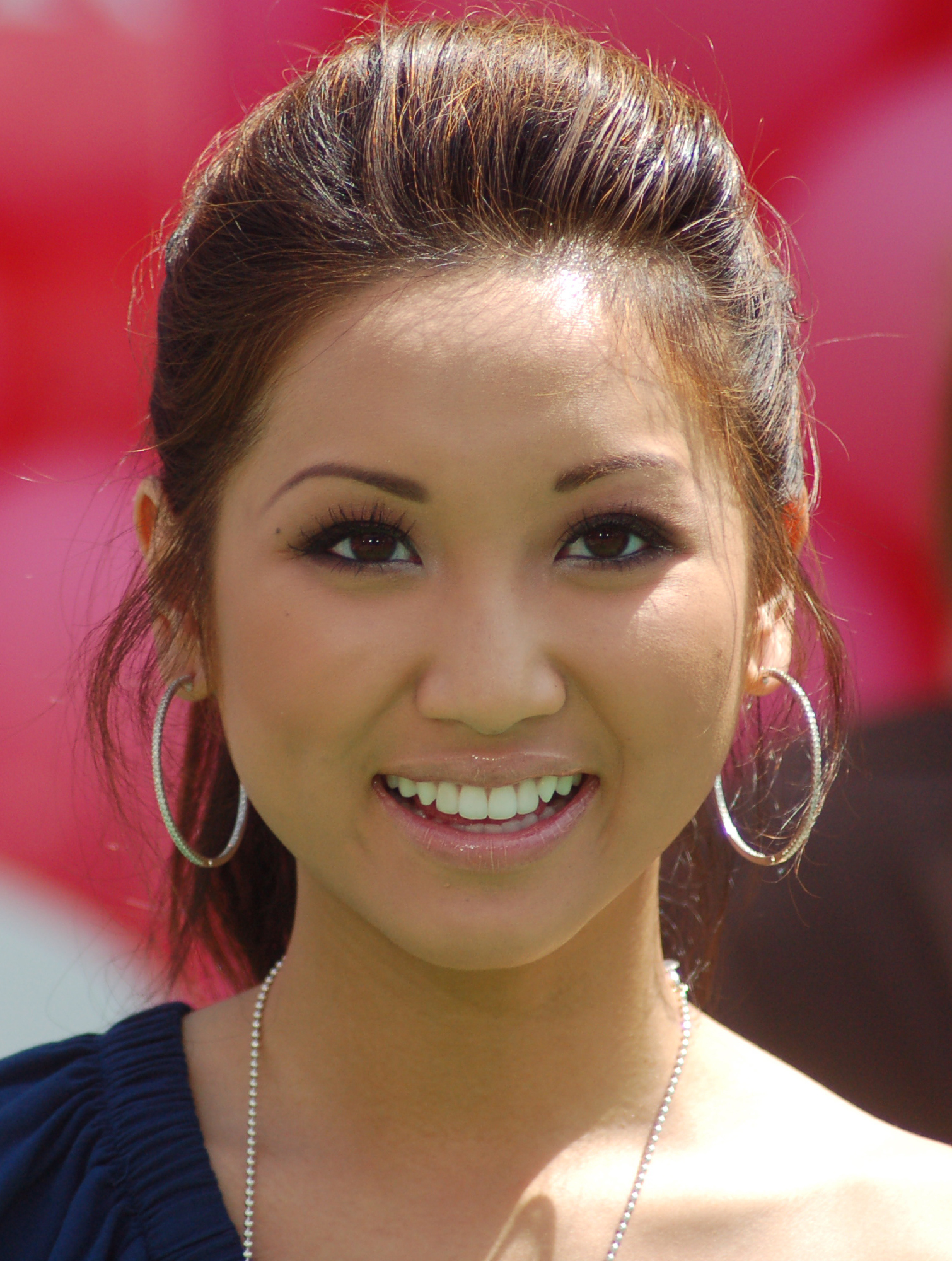
2009年5月

キッズのファッションモデルを期にショービジネスを始めた。
5～6歳の時にリトル・シーザーズやバービーのコマーシャルに出演し、演技を始めた。彼女の最初の映画出演は1995年の『Requiem』である。
その後、テレビシリーズ『Thunder Alley』の2エピソードでゲスト出演し、子供番組『Fudge』でレギュラー出演を果たす。
2000年のディズニーチャンネルオリジナルムービー『クリスマス・マジック プレゼントはお天気マシーン 』でYoung Artist Awardを受賞した。
2002年にはディズニーと契約を交わし、ディズニーチャンネルムービー『Get a Clue』に出演した。その後は『レイブン 見えちゃってチョー大変!』や『one on one』にゲスト出演した。22世紀ファミリー フィルにおまかせにサブキャストとして7エピソードに出演した。
2004年にディズニーチャンネル・オリジナルムービー『アイドル追っかけ大作戦!』に出演した。
2005年には｢スイート・ライフ｣でロンドン・ティプトン役に選ばれた。彼女はオーディションせずにこの役に選ばれた。また現場で友人でもある、アシュレイ・ティスデイルの姿を見た瞬間驚いたという。この作品に出演したことによって10代の中での人気が高まっていった。批評家たちはスイート・ライフシリーズのソングの演技をおおむね称賛した。2009年4月にはPOP.com内の記事で「ソングはディズニーチャンネル内のスポットライトを手に入れた」と記した。
2006年に、ディズニー・チャンネル・オリジナル・ムービーの実写版アクション映画 「カンフー・プリンセス・ウェンディー・ウー」に出演している。
2007年にはこのシリーズでYoung Artist Award の "Best Family Television Series (comedy)"を受賞した。またエミー賞の "Outstanding Children's Program"にノミネートされた。

### 音楽活動
ディズニー・チャンネル・サークル・オブ・スターズの一人として活動している。"A Dream Is a Wish Your Heart Makes"(夢はひそかに)で参加している。
2004年にはジェシー・マッカートニーの"Good Life"のミュージックビデオに出演している。

## 私生活
マイリー・サイラスの兄でもある歌手のトレイス・サイラスと交際し、2011年10月に14日婚約したことがピープル誌で発表された。2012年6月11日にサイラスが破局したことを公表したが、2013年1月に復縁した。
現在はマコーレー・カルキンと交際している。2021年4月5日、第一子となる息子が生まれ、2008年に亡くなったカルキンの姉にちなみダコタと名付けられた。2022年1月26日、アメリカ合衆国の週刊誌『ピープル』が、ブレンダがかねてより交際していたマコーレー・カルキンとの結婚を報じた。今年33歳の女優ブレンダにとってはじめての結婚となるが、41歳のマコーレーは2度目である。

## 訴訟問題
2008年4月18日、ソングの写真が売春婦派遣業の広告に使用され、LAウィークリーの裏面に記載されていた。ディズニーの弁護士はアダルト広告に著作権のある画像が使用されていたことに不快感を示した。ディズニーの代表は「ブレンダ・ソングの画像を使用することは許可しておらず、彼女の弁護士は広告主に対し、即刻やめるよう伝えた。」と語った。ソングはバイブ・メディア株式会社に対し名誉棄損で訴え、被害損額として少なくとも10万ドルを求めた。彼女は「何百万もの若者のお手本として、私の画像の利己的利用に関しては、この会社と闘う必要があると思う。」と語った。
彼女の弁護士によると、広告に使用された写真は彼女が16歳の時に撮られた写真だという。今回の写真の使用に関する責任はバイブ・メディアにあるのではなく、個人にあることがのちにわかった。弁護士は裏でこう語っている。
彼らがかわいい女の子の写真かアジア系の女の子の写真をただ見つけようとしていただけなのか、ブレンダと認識してもらうことを期待していたのかはわからない...なぜなら、彼女の支持層とこのビジネスの顧客の客層とは大きく異なっているからだ。もしこのようにあなたがこのビジネスのサービスを受けたタイプの人間ならば、ブレンダ・ソングを聞いたことがない可能性が高い。
弁護士はこの写真の悪用がどれだけ彼女のキャリアを傷つけるかを示すのは容易ではないが、訴訟は必要であると語った。「ブレンダ他の若手俳優がしてきた方法で彼女を汚す役割を受け入れないよう気を付けていた。」
2009年1月、条件は決まっていたが、暫定的に和解に至った。3月、ブレンダが勝訴したことをレーダー誌が報じた。

## その他
日本語吹き替えは、新井里美、山下亜矢香が担当することが多い。

## 出演作品

### 映画
| 公開年 | 邦題 原題                                                                      | 役名                               | 備考                                     |
| ------ | ------------------------------------------------------------------------------ | ---------------------------------- | ---------------------------------------- |
| 1995   | Requiem                                                                        | 若かりしフォン                     |                                          |
| 1996   | Santa with Muscles                                                             | スーザン                           |                                          |
| 1997   | がんばれ!ビーバー Leave It to Beaver                                           | スーザン・アクスティス             |                                          |
| 1999   | The White Fox                                                                  |                                    | ショート・フィルム                       |
| 2000   | クリスマス・マジック プレゼントはお天気マシーン The Ultimate Christmas Present | サマンサ・クァン                   | ディズニーチャンネル・オリジナルムービー |
| 2002   | ロスト・キッズ Like Mike                                                       | レグ・スティーブンス               |                                          |
| 2002   | 探偵少女レクシー Get a Clue                                                    | ジェニファー                       | ディズニーチャンネル・オリジナルムービー |
| 2004   | アイドル追っかけ大作戦! Stuck in the Suburbs                                   | ナターシャ・クォン・シュワルツ     | ディズニーチャンネル・オリジナルムービー |
| 2004   | シンデレラ・ストーリー A Cinderella Story                                      | ケリー・アンダーソン               |                                          |
| 2004   | Costume Party Capers: The Incredibles                                          | アレックス                         | 声の出演                                 |
| 2006   | カンフー・プリンセス・ウェンディー・ウー Wendy Wu: Homecoming Warrior          | ウェンディー・ウー                 |                                          |
| 2006   | Holidaze: The Christmas That Almost Didn't Happen                              | トリート                           | 声の出演                                 |
| 2008   | Special Delivery                                                               | アリス・キャントウェル             |                                          |
| 2008   | ロード・トリップ パパは誰にも止められない! College Road Trip                   | ナンシー                           |                                          |
| 2008   | Macy's Presents Little Spirit: Christmas in New York                           | ペイジ                             |                                          |
| 2010   | ソーシャル・ネットワーク The Social Network                                    | クリスティ・リン                   |                                          |
| 2010   | Little Sister                                                                  | ストーリー・テラー                 |                                          |
| 2011   | 小さな機関車テリー The Little Engine That Could                                | 中国の貨物車                       |                                          |
| 2011   | スイート・ライフ/ザ・ムービー The Suite Life Movie                             | ロンドン・ティプトン               | ディズニーチャンネル・オリジナルムービー |
| 2011   | ピクシー・ホロウ・ゲームズ 妖精たちの祭典 Pixie Hollow Games                   | クロエ                             |                                          |
| 2012   | First Kiss                                                                     | サマンサ                           | ショート・フィルム                       |
| 2013   | Boogie Town                                                                    | ナタリー                           |                                          |
| 2019   | 密かな企み Secret Obsession                                                    | ジェニファー・アレン・ウィリアムズ | [ 19 ]                                   |

### TV
| 放送年      | 邦題 原題                                                     | 役名                 | 備考         |
| ----------- | ------------------------------------------------------------- | -------------------- | ------------ |
| 1994 – 1995 | Thunder Alley                                                 | キャシー             | 2 エピソード |
| 1995        | Fudge                                                         | ジェニー             |              |
| 1999        | ワンだー・エディ 100 Deeds for Eddie McDowd                   | サリファ・チャン     |              |
| 2001        | ナイトメア・ルーム The Nightmare Room                         | テッサ               | 第10話       |
| 2004 – 2005 | 22世紀ファミリーフィルにおまかせ Phil of the Future           | ティア               | 7エピソード  |
| 2005 – 2008 | スイート・ライフ The Suite Life of Zack & Cody                | ロンドン・ティプトン | 85エピソード |
| 2008 – 2011 | スイート・ライフ オン・クルーズ The Suite Life on Deck        | ロンドン・ティプトン | 71エピソード |
| 2012 - 2013 | スキャンダル 託された秘密 Scandal                             | アリッサ             |              |
| 2012        | Table for Three                                               | クリケット           |              |
| 2013        | New Girl / ダサかわ女子と三銃士 New Girl                      | デイジー             | 4エピソード  |
| 2013 - 2014 | Dads                                                          | ヴェロニカ           |              |
| 2019 - 2022 | ふしぎの国アンフィビア                                        | アン・ブーンチョイ   | 主役         |
| 2022 -      | 全力！プラウドファミリー The Proud Family: Louder and Prouder | Vanessa Vue          |              |
| 2023 -      | BLUE EYE SAMURAI/ブルーアイ・サムライ Blue Eye Samurai        | Princess Akemi       | [ 21 ]       |

### ゲスト出演
| 放送年    | 邦題 原題                                                            | 役名                       | 備考        |
| --------- | -------------------------------------------------------------------- | -------------------------- | ----------- |
| 1994 1995 | Thunder Alley                                                        | ポリー                     | 2エピソード |
| 1999      | ワンス・アンド・アゲイン Once and Again                              | クリッシー                 |             |
| 1999      | マッドTV! MADtv                                                      | トリック・オア・トリッカー | カメオ出演  |
| 1999      | Popular                                                              | マンディ・シェパード       |             |
| 2000      | 7th Heaven                                                           | シンシア                   |             |
| 2001      | Bette                                                                | ステイシー                 |             |
| 2001      | ER緊急救命室 ER                                                      | リンダ・アン               | 1エピソード |
| 2001      | Judging Amy                                                          | ヴァネッサ・プラン         |             |
| 2002      | The Bernie Mac Show                                                  | シャノン                   |             |
| 2002      | George Lopez                                                         | ジェニファー               |             |
| 2002      | The Brothers García                                                  | ジェニー                   |             |
| 2002      | For the People                                                       |                            |             |
| 2003      | レイブン 見えちゃってチョー大変! That's So Raven                     | アンバー                   |             |
| 2003      | One on One                                                           | アシャンティ               |             |
| 2006      | レイブン 見えちゃってチョー大変! That's So Raven                     | ロンドン・ティプトン       |             |
| 2006      | アメリカン・ドラゴン American Dragon: Jake Long                      | トレーシー                 | 声の出演    |
| 2007      | ラマだった王様 学校へ行こう! The Emperor's New School                | ダンスクイーン             | 声の出演    |
| 2009      | フィニアスとファーブ Phineas and Ferb                                | ウェンディ                 | 声の出演    |
| 2009      | ハンナもウィザードもクルーズでGO Wizards on Deck With Hannah Montana | ロンドン・ティプトン       |             |
| 2012      | Key & Peele                                                          | パープル・ファルコン       |             |

## 参照
1. 1 2  Wameng Moua (September 22, 2005). "Bonafide Star: Brenda Song". Hmong Today. Archived 2006-05-04.
2. 1 2  Jacques Steinberg (June 15, 2006). "Brenda Song Turns Warrior in Disney's 'Wendy Wu'". The New York Times. Accessed 2008-12-11.
3. ↑  Girl Power (May 20, 2009). People. Accessed 2009-07-07.
4. ↑  Brenda Song[リンク切れ]. BrendaSongSite.com. Accessed 2008-12-11.
5. ↑  22nd Annual Young Artist Awards. YoungArtistAwards.org. Accessed 2008-02-10.
6. ↑  Interview with Brenda Song (April 2005). TheStarScoop.com. Accessed 2008-12-11.
7. ↑  Aaron Wallace (January 16, 2007). Interview with Brenda Song. UltimateDisney.com. Accessed 2008-12-11.
8. ↑  Davhi Shira (October 14, 2011). Trace Cyrus & Brenda Song Are Engaged! People. Accessed 2011-10-15.
9. ↑  Liz Raftery (June 11, 2012). Trace Cyrus, Brenda Song Call Off Engagement. people.com. Accessed 2012-06-11.
10. ↑  http://www.mstarz.com/articles/14313/20130612/brenda-song-and-trace-cyrus-back-together-in-2013-rumors-spotted-together-one-year-after-broken-engagement-photos.htm
11. ↑  D'Agostino, Ryan (2021年4月12日). “Exclusive: Macaulay Culkin and Brenda Song Announce the Birth of Their First Child” (英語). Esquire. 2021年4月12日閲覧。
12. ↑  For a Good Time ... Call Disney Star? (April 18, 2008). TMZ. Accessed 2008-04-18.
13. ↑  Song Sings: See My Face in Court! (April 25, 2008). TMZ. Accessed 2008-04-26.
14. ↑  Natalie Finn (April 25, 2008). Brenda Song Cries Foul. E Online. Accessed 2008-04-26.
15. 1 2  Lauren Horwitch (May 28, 2008). "Actors Fight for Control Over Their Photos アーカイブ 2013年12月28日 - ウェイバックマシン". Backstage. Accessed 2008-09-01. (originally located at http://www.backstage.com/bso/news_reviews/la/article_display.jsp?vnu_content_id=1003809240%5B%5D)
16. ↑  Breanne L. Heldman (January 26, 2009). Suite Brenda Song Sweeps Away Escort Service Suit E Online. Accessed 2009-01-27.
17. ↑  Disney star wins Porn AD Court Fight (March 4, 2009). Radar Online. Accessed 2009-03-25.
18. ↑  Brian Lowry (November 15, 2011). 'Pixie Hollow' Sprinkles Fairie Dust on Disney. Accessed 2011-12-12.
19. ↑  “元ディズニースターが主演のサスペンスホラー映画がネットフリックスに登場”.   フロントロウ (2019年7月11日). 2025年2月25日閲覧。
20. ↑  “『スイート・ライフ』ブレンダ・ソングがディズニー・チャンネルにカムバック”.   フロントロウ (2019年3月29日). 2025年2月25日閲覧。
21. ↑  “アニメ『BLUE EYE SAMURAI/ブルーアイ・サムライ』感想（ネタバレ）”.   シネマンドレイク (2024年3月12日). 2025年2月25日閲覧。